# Janet Mondlane
Janet Rae Johnson Mondlane, bekannter unter Janet Mondlane (* 1935 bei Downers Grove, Illinois, Vereinigte Staaten), ist eine amerikanisch-mosambikanische Widerstandskämpferin und Politikerin (FRELIMO). Sie ist die Witwe des ersten FRELIMO-Vorsitzenden Eduardo Mondlane.

## Leben

### Ausbildung und Heirat
Janet Rae Johnson wurde 1935 bei der Kleinstadt Downers Grove bei Chicago im Bundesstaat Illinois geboren. Sie wuchs auf dem Land in einer mittelständischen Familie auf, ihr Vater arbeitete als Kfz-Mechaniker. 1951, mit 17 Jahren, besuchte sie ein kirchliches Ferienlager in Geneva, Wisconsin, wo sie den jungen Eduardo Mondlane traf, der über die Zukunft Afrikas sprach. Janet Rae Johnson und Eduardo Mondlane freundeten sich an und begannen von dort an eine sehr enge Brieffreundschaft und trafen sich öfters, bis diese 1956 – nach langwierigen Verfahren aufgrund der „rassischen Unterschiede“ – heirateten konnten. Zusammen waren beide zunächst nach Chicago gezogen, wo beide die Northwestern University besuchten. Später zogen sie nach New York. In dieser Zeit bekam Mondlane auch ihre Kinder Eduardo Jr. (* 1957), Jennifer Chude (* 1958) und Nyeleti Brooke (* 1962).

### Engagement für die FRELIMO
1963 zog die Familie nach Daressalam, wo die neu gegründete mosambikanische Befreiungsfront FRELIMO 1962 ihr Hauptquartier installiert hatte. Während Janet Mondlanes Mann zum Vorsitzenden der Befreiungsbewegung gewählt worden war, engagierte sich Janet Mondlane als Leiterin des Mozambique Institute, dem FRELIMO-Ausbildungszentrum für alle nicht-militärischen Belange. Unter anderem engagierte sich für den Bau von Schulen für die lokale Bevölkerung im tansanisch-mosambikanischen Grenzgebiet. Zudem reiste Mondlane des Öfteren ins Ausland, um für die Belange der FRELIMO zu werben.
Während des Briefbombenattentats auf Eduardo Mondlane am 3. Februar 1969 befand sich Janet Mondlane auf einer Dienstreise in Genf (Schweiz) und kehrte erste zwei Tage später zurück nach Tansania. Die FRELIMO entschied, dass die Familie aus Sicherheitsgründen ins FRELIMO-Camp Bagamoyo im tansanischen Busch ziehen solle. Auch von dort aus betrieb Janet Mondlane ihre Aktivitäten weiter.
Im Zuge der Unabhängigkeit Mosambiks 1975 zog Janet Mondlane mit ihren drei Kindern in die mosambikanische Hauptstadt Maputo. Sie übernahm verschiedenste Aufgaben innerhalb des jungen mosambikanischen Staates, unter anderem leitete sie für einige Zeit das Gesundheitsministerium des Landes. Zeitweise war sie auch Abgeordnete in der nationalen Volksversammlung. Von 1986 bis 1992 leitete sie das Mosambikanische Rote Kreuz, von 2000 bis 2003 den nationalen AIDS-Rat.
1996 begann Janet Mondlane eine Stiftung zu Ehren und Gedenken ihres verstorbenen Ehemanns aufzubauen (Fundação Eduardo Mondlane). 2011 erhielt sie eine Ehrendoktorwürde der Eduardo-Mondlane-Universität.

### Privat
Janet Mondlane ist Witwe und hat drei Kinder (Eduardo Jr. Mondlane, Jennifer Chude Mondlane und Nyeleti Brooke Mondlane). Laut Medienberichten hat sie inzwischen ihre amerikanische Staatsbürgerschaft aufgegeben.